# Медвинское восстание
Медвинское восстание (укр. Медвинське повстання) — антибольшевистское восстание украинских крестьян села Медвин на Богуславщине в 1920—1921 годах. Вызвано политикой «военного коммунизма». Кульминацией восстания было провозглашение Медвинской республики. Подавлено силами РККА, РКМ и ВЧК.

## Предпосылки

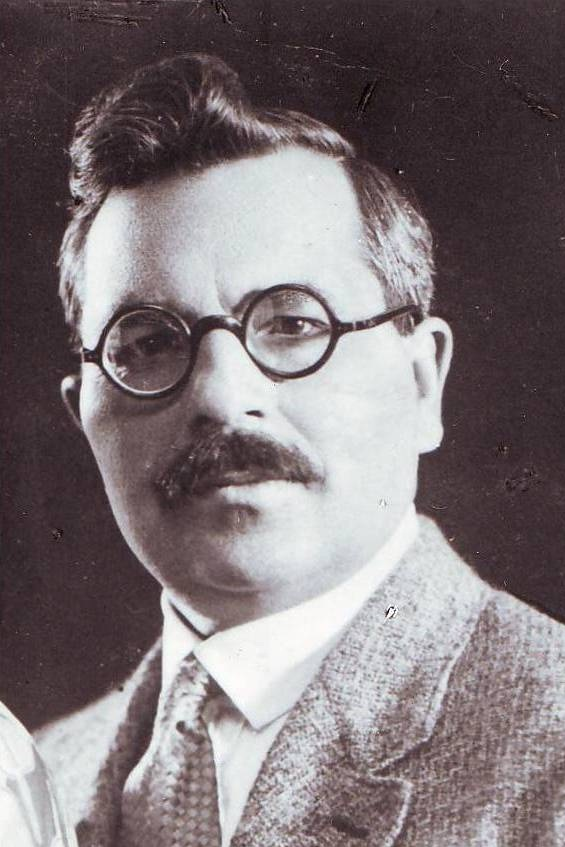
Григорий Пырковка — один из организаторов антибольшевистского восстания в Медвине и Исайках в 1919 г.

События 1917 года в Киеве и Петрограде имели отклик и в Медвине. В октябре 1917 года были прекращены все полевые работы в экономии графа Браницкого. Крестьяне, руководимые земельным комитетом (Аксентий Тимченко, Никифор Буря) захватили помещичьи земли и начали их распределение. С этого времени экономия перестала существовать. Полностью был уничтожен и ограблен имение Браницких в Турчином лесу. Начались самовольные вырубки Гутянского леса Медвинской волости.
В марте 1918 года Медвин захватили немецкие оккупанты, был установлен жестокий оккупационный режим. В мае 1918 года — гетманская власть. Распущены все земельные комиссии, комендант уезда Неграш приказывает крестьянам избрать делегатов от гетмана Павла Скоропадского, который должен дать «приказы». Известны выступления медвинских крестьян против оккупационного режима немцев. В июне 1918 года за участие в восстании и агитации против немецких оккупантов в Каневе был расстрелян житель Медвина Григорий Дубина.
В сентябре 1918 года в Медвине находился Таращанский большевистский отряд. После свержения власти гетмана Павла Скоропадского в декабре 1918 года Медвин оказался под властью Директории.
После перехода власти к большевикам в апреле 1919 года в Медвине и Исайках создана «Медвинская республика» под руководством прапорщика Коломийца и эсера Пырковки, бывшего члена украинских Учредительного собрания. Повстанцы протестовали против большевистского строя и введенной продразвёрстки. Был захвачен Богуслав, убиты 50 красноармейцев, захвачены заложники. Отряд повстанцев насчитывал несколько тысяч человек. С помощью интернационального полка венгра Рудольфа Фекете и батальона Киевского уездного военкомата Медвинское восстание было разгромлено.

В конце июля 1919 года повстанцы атамана Данила Терпило (Зеленого) находились на отдыхе в селах Саварци и Синицы, а 29 июля
За даними розвідки банди Зеленого (Данила Терпила) помічені біля сіл Дибенці і Розкопанці, західніше Богуслава.
В июне 1919 года в Медвине вновь установлена власть большевиков, были созданы комитеты бедноты. Однако с начала сентября 1919 года по январь 1920 года село находилось в руках деникинцев. После освобождения села от деникинцев был создан Волостной революционный комитет (Тимченко О., Буря Н., Гриб А., Гласный И.)
В июне 1920 года «красные» вошли в село в пятый раз. Четверо комиссаров, прибывших на помощь местному «волревкому», объявили общее собрание села, требовали мобилизации молодежи в Красную армию, очень крупного продовольственного налога и «борьбы с местной петлюровщиной». Поводом к восстанию стали сельские собрание 18 августа 1920 года, которые проводил политком 2-го Каневского продотряда Косагов. Была немедленно введена продрозгортка — чрезвычайно большая сумма продовольственного налога и мобилизация в красную армию.
Сборы были очень бурные, продотряды вели себя очень вызывающе. На вопрос: «На какой фронт будет мобилизация, когда война окончена?», был ответ: «На колчаковский Сибирский фронт!».

- Чому такий великий податок? Це ж треба у людей все забрати!
- Мы из вас душу вытрясем, а соберем!
- Чому представники виступають російською мовою?
- Это вам не петлюровщина! Заставим забыть этот язык, а научим говорить большевитским русским языком!

Продолжение собрания было перенесено на второй день. Продотряд во главе с Косаговым вернулся в Богуслав. На их место был направлен второй отряд из 5 человек. Ночью срочно был создан повстанческий комитет во главе с сотником Хомой Лебедем (Сидоренко), начальником штаба Николаем Василенко и пропагандистом слепым бандуристом Антоном Петюха (Митяй). По данным областного архива руководил восстанием полковник Неграш. На второй день были арестованы продотрядовцы и местные члены волревкома. На утро 26 августа 1920 года стало известно, что все они были расстреляны.

## Медвинская республика
Того же дня крестьяне провозгласили республику и для её обороны вокруг села прикопали бороны кверху остряками. Были уверены, что продержатся несколько месяцев, а там, мол, придет подмога из соседних сел и подойдет войско Петлюры… Из окрестных сел — Дмитренок, Гуты, Хиженець, Боярки прибывали небольшие отряды воинов. Повстанцы делали «вылазки» в ближайшие населенные пункты — Луку, Ковшеватую, Браное Поле, Ольховец, Стеблёв. Уничтожали мобилизационные карточки, забирали хлеб продрозгортки. Впрочем, оружия у защитников республики оказалось маловато (на 1000 добровольцев — всего 300 ружей и немного патронов). Когда через несколько дней повстанцы напали на сахарный завод и там разоружили нескольких большевиков, об этом событии узнали в Киеве, а вскоре и в Москве. Большевики забеспокоились: пример Медвина могли перенять другие села.
После разведки в деревню заскочил конный отряд. Нападавшие сожгли Успенскую церковь, ограбили несколько домов и убили двух хозяев. После перестрелки отступили. Почти ежедневно несколько сотен большевиков с пулеметами наступали на село. Повстанческая разведка своевременно сообщала об этом, в церквях били в колокола, крестьяне бросали работу и бежали защищаться, преимущественно с косами и вилами. Крестьяне героически защищали свое село от местных большевистских групп, лишь кадровая дивизия сломала сопротивление крестьян и овладела селом. С 10 по 13 октября 1920 года закончилась операция окружения Медвинской республики. Медвин был сожжен, сгорело около 600 домов, захвачен повстанческий флаг. Уцелевшие отряды повстанцев отступили в лес.
Большевики три дня грабили село. Также собрали большой продналог. Несколько дней ходили большевики по домам, искали бандитов и больше всего их интересовал домашний скарб. После уплаты большой контрибуции и введение военной власти в селе, прибыла секция ГубЧК. Всех подозреваемых отправлены в г. Смелы, где заседал военный трибунал, оттуда никто не вернулся.
Повстанческие отряды переформировались и действовали небольшими силами у Лысянки, Стеблева и соседних с Медвином районах. Именно в это время большевики перебрасывали свои соединения на врангельский фронт и возле Медвина (в урочище Гударов Яр) был разбит один из обозов 1 Конной армии Буденного. Вся вина упала на медвинцев. Утром 13 октября 1920 года, перед Покровом, из Звенигородки приехал в Медвин карательный отряд. Большевики объявили сбор села. Заезжие отобрали до сотни молодых мужчин от 18 до 30 лет и завели их в волости. Уместилось где-то 80, кто меньше — протиснулся через окно, одного 14-летнего отправили домой. Комиссар заявил: «Вы — известное бандитское село и должны вернуть все разграбленное из военного обоза». Если же нет, то всем, мол, будет такое: вывел из толпы мужчину и из нагана выстрелил ему в голову. Дал людям один час, чтобы принесли продукты. Крестьяне испугались, разбежались. Колонна заложников была выведена за село и возле урочища Колтунов лесок порубленная. Нескольким мужчинам удалось спастись. Ночью местные жители разобрали убитых и похоронили на сельских кладбищах. Все эти события происходили накануне Покрова.
После оккупации мини-республики большевики ещё два десятилетия выискивали и уничтожали в Медвине всех, кто хоть как-то был причастен к восстанию. Всего в Медвине российские оккупанты уничтожили более 6 тысяч человек.
Кобзарь Антон Петюх попал в засаду в 1921 году и застрелился, чтобы не даться в руки чекистам. Его бандуру надежно спрятали, в 2000 году она попала к Петру Гогуле, ныне экспонируется в Богуславском краеведческом музее.
После поражения восстания, которым руководил атаман Фома Лебедь (настоящая фамилия Хома Сидоренко), отряд медвинцев в начале сентября отошел в район Винограда, Боярки и Лисянки. Здесь атаман Лебедь (Сидоренко) сложил свои полномочия (впоследствии он эмигрировал в Польшу), а медвинские повстанцы влились в отряд Цвятковского. Его помощником стал Платон Слуцкий, сын медвинского священника, зарубленного буденновцами. Штаб возглавил Николай Василенко (позже он написал воспоминания «Речь о пережитом»).
С июня 1921 года в Медвине начал действовать волостный совет, исполком которого возглавил В. М. Салата. Председателем комбеда был В. Н. Василенко. В 1921 году создана партийная ячейка, а вскоре и комсомольская организация. В 1923 году Медвин стал центром района.

### Отдельные повстанческие акции
- В то же время в январе 1921 г. на Богуславщине находилась армия махновцев

Махновцы двигались через села Бузовку — Юстин-город — Харьковку — Иваньки в район Ольховец (10 верст юго-западнее г. Звенигородка), на соединение с повстанцами… Пройдя по маршруту сел Лисянка — Почапинцы — Комаровка — Сидорова — Биевцы — Ольховец — Ивановка, махновцы 6 января достигли с. Межиричи, что в 12 верстах юго-западнее г. Канева. Армия, вместо бувших 5000 человек, насчитывала около 3000 душ, при 200 пулеметах, почти без патронов, при 6 орудиях.

- Отряд махновцев в селе Ольховцы в январе 1921 года казнила группу мародеров — так называемых «продармейцев». Они были завербованы в Богуславе, их возглавлял политработник из России Г. С. Уколов — также казнен. К борьбе в феврале месяце с повстанцами присоединилась 17-я кавалерийская дивизия большевистской России под командованием Г. И. Котовского.

- В январе того же года в селе Бородани местные повстанцы расправились над продармейцами Махновым и Иванским. Убит уполномоченный Давыдов, тело бросили в прорубь.[15]
- В январе 1921 года в селе Бранное Поле убиты А. М. Хаврюк, К. А. Кучеренко.[16]
- В сентябре 1921 года в селе Кидановцы части N-ской бригады конницы 26 сентября в 5 часов дня вблизи Кидановского леса разбили повстанческие отряды Музыки-Беды. Уничтожено 13 человек, несколько взято в плен, захвачено 12 лошадей с седлами.[17] По воспоминаниям очевидцев, погибших было намного больше и расправа произошла в 1920 году от рук буденовцев по тому же сценарию как и в селе Медвин.[18]
- Под конец зимы 1922 года остатки медвинських повстанцев объединились в группу около 20 человек под руководством Левченко. Весной 1922 года между отрядом Левченко и милицией произошли три боя в Герчаковом лесу. Летом 1922 года, боясь репрессий со стороны властей крестьяне почти прекратили поставки продовольствия к повстанческого отряда. В отряде осталось лишь трое. Среди них оказался предатель (фамилия не известна), который застрелил ночью своих собратьев, а сам сдался милиции. Милиция «поблагодарила» предателю, отправив его в Богуслав, где он был расстрелян. Так была окончательно уничтожена группа Левченко в Медвине.[19]

К концу 1922 — началу 1923 годов силами ГПУ на Богуславщине небольшие повстанческие отряды были ликвидированы.

## Последствия
Преследование повстанцев не прекращалось и после ликвидации Медвинской Республики. В марте 1938 года чекисты арестовали шестерых бывших участников Медвинского восстания, оставшихся живы после расправы 1921 года. Григория Салата судили 26 марта 1938 года, Трофима Коломийца и Дмитрия Салата — 5 апреля, ещё трех медвинцев — 10 апреля. За два мероприятия, 13 апреля и 7 мая все были расстреляны.

## Память
Житель Медвина и свидетель Медвинского восстания Иван Дубинец в 1952 году в эмиграции в США издал книгу «Горит Медвин». В Украину её привезла в двойном дне чемодана эмигрантка Александра Бражник, которая в 1960-х годах посетила родной Медвин. Крестьяне втихаря копировали книгу, вскоре её имела едва ли не каждая семья.
Сейчас в центре села памятный знак в честь Медвинской республики, а на месте расстрела 80 заложников восстановили крест.